# Piotr Souchkine

Piotr Piotrovitch Souchkine (en russe : Пётр Петрович Сушкин), né le 27 février 1868 à Toula et mort le 17 septembre 1928 à Kislovodsk, est un ornithologue, zoologiste, paléontologue et professeur d'université russe, membre de l'Académie des sciences d'URSS.

## Biographie
Né à Toula, Piotr Souchkine achève ses études secondaires au gymnasium municipal, avant d'être admis à l'université Impériale de Moscou en 1885. Diplômé en 1890, il reste travailler en tant qu'assistant au département de l'anatomie comparée de l'université auprès de son ancien professeur Mikhaïl Menzbier. En 1898, il soutient une thèse La morphologie du squelette d'oiseaux: 1. Ostéologie comparée des oiseaux de proie diurnes et problèmes de leur classification. 2. Faucons et leurs plus proches parents. En 1909, il est nommé professeur à l'université nationale de Kharkiv, il enseigne en 1919-1920 à l'université de Tauride (actuelle université Vladimir Vernadski) à Simferopol. Après avoir déménagé à Léningrad, du temps de l'URSS, il a exercé les fonctions de zoologiste principal à la tête du département d’ornithologie du musée de zoologie de l’Académie des sciences de l’URSS. Là, il initie à la paléontologie l'écrivain de science-fiction Ivan Efremov. Parmi ses élèves on peut également nommer Boris Stegmann.
En 1926, au cours de son voyage aux États-Unis, il passe un certain temps à examiner les collections des principaux musées et présente pour publication, par la Boston Society of Natural History, un certain nombre de notes sur les oiseaux du paléarctique tirées de ses études de divers collections, notamment celles d'Angleterre, d'Allemagne et des États-Unis. Plusieurs espèces des genres sont considérées et leurs sous-espèces définies (Cannabina, Erythrina, Pyrrhula, Petronia, Pyrgilauda, Cynchramus, Emberiza, Budytes, Dumeticola, Locustella, Prunella). Le résultat est une masse de données détaillées et importantes sur les oiseaux de Russie, de Sibérie et du nord de la Chine, qui seront d'un grand avantage pour les étudiants de cette partie de la région paléarctique.
Mort le 17 septembre 1928 à Kislovodsk, Piotr Souchkine est enterré au cimetière luthérien de Saint-Pétersbourg.